# Fred Melai
Alfred Leonardus (Fred) Melai (Rotterdam, 31 mei 1918 - Leiden, 20 maart 2008) was een Nederlands jurist gespecialiseerd in het strafrecht.
Melai was tijdens de Tweede Wereldoorlog, toen hij in de twintig was, actief in het verzet, waarvoor hij later het Verzetsherdenkingskruis ontving. Hij diende in het leger tijdens de politionele acties en ging in 1948 via een colloquium doctum rechten studeren aan de Universiteit Leiden, waar hij in 1953 afstudeerde. Na zijn studie werd hij advocaat bij Pels Rijcken & Beelaerts van Blokland te Den Haag. In 1960 werd hij daarnaast wetenschappelijk (hoofd)medewerker aan zijn alma mater, waar hij in 1968 bij J.M. van Bemmelen promoveerde op het proefschrift Het gezag van norm en feit in strafzaken.
Op 1 september 1968 werd Melai benoemd tot hoogleraar straf- en strafprocesrecht aan de Universiteit Leiden, als opvolger van zijn promotor Van Bemmelen. Hij hield zijn oratie, getiteld Het strafrecht en de cirkel van de abstractie, op 20 juni 1969. De vakgroep straf(proces)recht waar Melai leiding aan gaf, produceerde onder meer het losbladige commentaar op het Wetboek van Strafvordering (in elf banden), dat vaak werd aangeduid als het "Leidse commentaar" en later de "losbladige Melai". Na zijn emeritaat zou de redactie ervan worden overgenomen door zijn promotus Marc Groenhuijsen, en het commentaar wordt sindsdien ook wel aangeduid als "Melai/Groenhuijsen". Op 1 augustus 1984 ging Melai met emeritaat als hoogleraar; bij die gelegenheid werd hem een liber amicorum aangeboden getiteld Bij deze stand van zaken. Een selectie uit zijn verzamelde werk werd in 1992 uitgegeven onder de titel Polariteit en tegenspraak. Hij werd als hoogleraar opgevolgd door Joest 't Hart.
Melai overleed in 2008 op 89-jarige leeftijd. Hij was ridder in de Orde van de Nederlandse Leeuw.
- International Standard Name Identifier: 0000 0000 3472 9917
- Library of Congress Control Number: n82239269
- Nederlandse Thesaurus van Auteursnamen: 068704933
- Système universitaire de documentation: 188330291
- Virtual International Authority File: 235556989
- WorldCat: E39PBJwD3Md43pC8fyhvHkJCcP